# 1751 au Canada
Pour un article plus général, voir Chronologie du Canada.
Cet article traite des événements qui se sont produits durant l'année 1751 au Canada.

## Événements

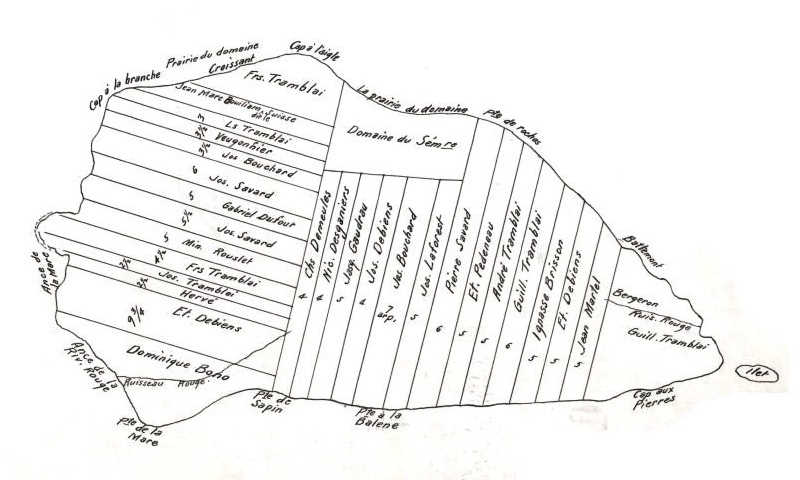
Plan de l'Île aux Coudres en 1751

- 1er mars : Jean-Louis de Raymond est nommé gouverneur de l'Île Royale[1].

- 6 avril : concession de la seigneurie Nicolas-Rioux[2].
- 12 avril :
  - une ordonnance du gouverneur de Québec La Jonquière proclame rebelle et menace d'expulsion tout Acadien du territoire sous contrôle français qui refuse l'allégeance inconditionnelle et l’incorporation aux milices dans les huit jours[3].
  - début de la construction du Fort Beauséjour sous la direction de Chaussegros de Léry[4], puis dans le courant du printemps du Fort Gaspareaux dans le nord de l'Acadie occupé par les Français[5].

- 13 mai, guerre anglo-micmac : raid sur Dartmouth ; attaque nocturne de soixante guerriers micmacs menés par Joseph Brossard contre des fortins près d'Halifax. Quinze colons britanniques (hommes, femmes et enfants) sont tués et scalpés. Les Micmacs fuient avec six otages. Un des soldats lancés à leur poursuite est tué et trois autres blessés[6],[7].
- 29 mai : construction du Fort La Jonquière sur la Saskatchewan[8]

## Naissances
- 13 janvier : Jacques Bedout, officier de la marine († 17 avril 1818).
- 8 juin : Jean-Antoine Panet, politicien († 17 mai 1815).
- 11 octobre : Jean-Jacques Bréard, politicien en France († 2 janvier 1840).
- Philip Turnor, arpenteur († 1800).

## Décès
- François-Étienne Cugnet, homme d'affaires (° 1688).